# Gallo pinto

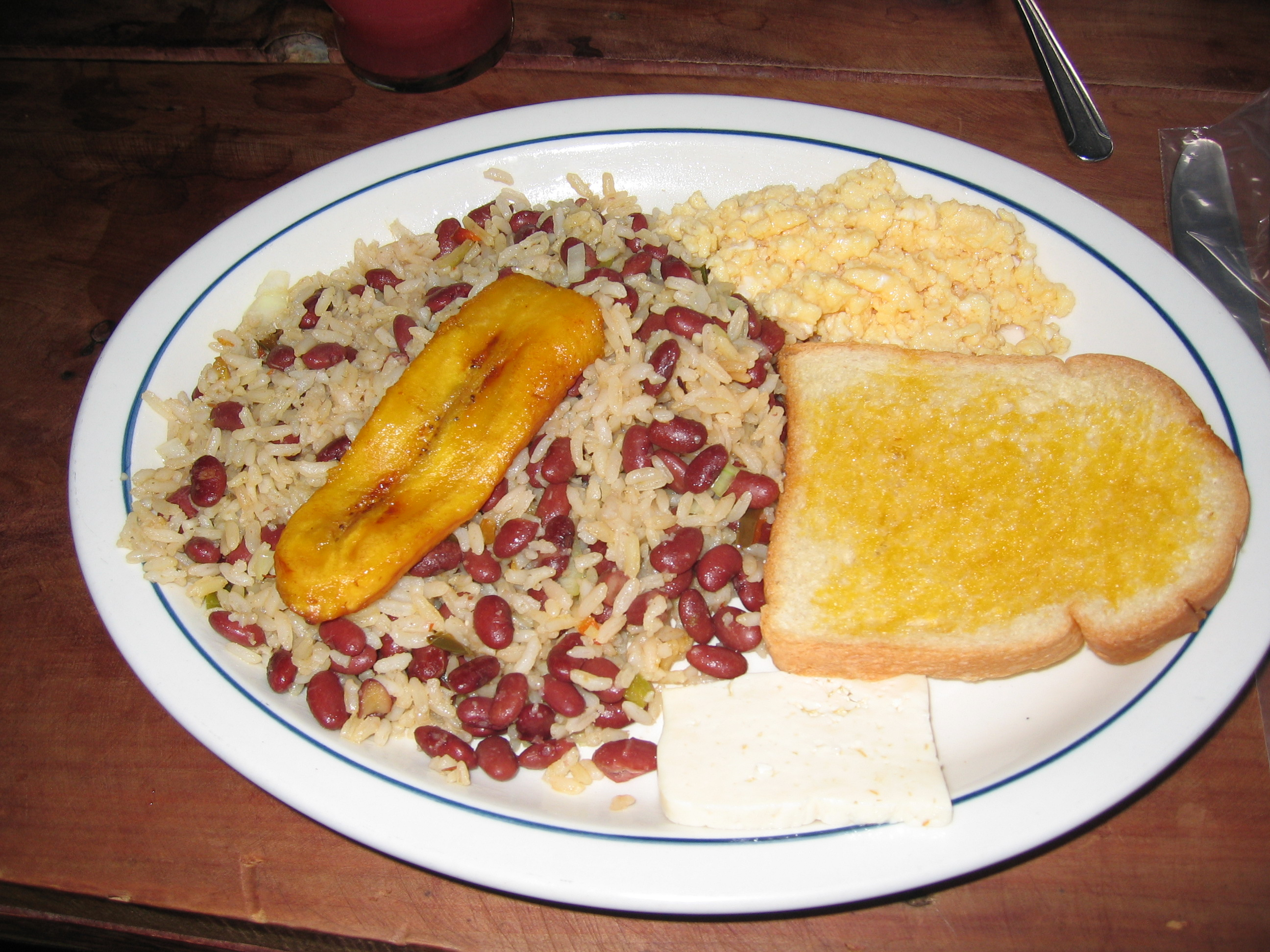

Il gallo pinto o gallopinto è un piatto nazionale tradizionale del Nicaragua e dalla Costa Rica a base di riso e fagioli. La storia del gallo pinto non è ben nota e ci sono controversie tra costaricani e nicaraguensi su dove il piatto abbia avuto origine. La maggior parte dei latino-americani concordano sul fatto che il piatto è diffuso in entrambi i paesi e che ora condividono più somiglianze che differenze. Variazioni di gallo pinto sono popolari in molti paesi vicini dei Caraibi. Secondo una teoria sulle origini, il piatto fu introdotto in America Latina dagli immigranti afro-americani.
Gallo pinto significa in spagnolo "gallo maculato" e il nome si ritiene provenga dall'aspetto multicolore che si ottiene come conseguenza della cottura del riso insieme a fagioli neri o rossi. I fagioli sono cotti velocemente, fermando la cottura quando il liquido di cottura si consuma.